# 哲学学士
哲学学士（英文：Bachelor of Philosophy;  简写为 BPhil ， BPh或PhB; 拉丁語： 或； 又译为小博士）是属于学位的一种。该学位通常涉及一定的研究。可以通过完成论文，或者是由导师指导的研究项目而取得。尽管名叫学士，但在大多数大学中，此学位都被归类为研究生学位。